# Szuściki
Szuściki (biał. Шусцікі; ros. Шустики) – wieś na Białorusi, w obwodzie grodzieńskim, w rejonie wołkowyskim, w sielsowiecie Gniezno.
Znajduje tu się zapora wodna i zbiornik retencyjny na Połonce.
Dawniej wieś i majątek ziemski. W dwudziestoleciu międzywojennym leżały w Polsce, w województwie białostockim, w powiecie wołkowyskim, w gminie Mścibów.